# Carl Forssell (Fechter)
Carl Otto Forssell (* 25. Oktober 1917 in Stockholm; † 28. November 2005 in Ängelholm) war ein schwedischer Degenfechter.

## Erfolge
Carl Forssell wurde 1938 in Piešťany, 1947 in Lissabon, 1949 in Kairo und 1954 in Luxemburg mit der Mannschaft Vizeweltmeister. 1950 in Monte Carlo und 1951 in Stockholm gewann er mit ihr außerdem die Bronzemedaille. Im Einzel wurde er 1950 zudem ebenfalls Vizeweltmeister. Dreimal nahm er an Olympischen Spielen teil: 1948 schied er in London in der Einzelkonkurrenz in der Viertelfinalrunde aus. Im Mannschaftswettbewerb erreichte er dagegen mit der schwedischen Equipe die Finalrunde, die er mit Per Carleson, Bengt Ljungquist, Frank Cervell, Sven Thofelt und Arne Tollbom hinter Frankreich und Italien auf dem Bronzerang beendete. Bei den Olympischen Spielen 1952 in Helsinki zog er mit der Mannschaft erneut in die Finalrunde ein, die auf dem zweiten Platz hinter Italien abgeschlossen wurde. Gemeinsam mit Per Carleson, Berndt-Otto Rehbinder, Bengt Ljungquist, Lennart Magnusson und Sven Fahlman erhielt Forssell somit die Silbermedaille. Im Einzel wurde er Achter. 1956 schied er in Melbourne sowohl im Einzel als auch mit der Mannschaft in der Vorrunde aus. Dreimal wurde Forssell schwedischer Meister mit dem Degen sowie siebenmal mit dem Florett.
Carl Forssell war Arzt.